# Maherzia Ksouri
Maherzia Ksouri (Tunisi, 2 ottobre 1983) è un'ex cestista tunisina.

## Carriera
Con la Tunisia ha disputato i Campionati mondiali del 2002.